# Gorybia orygma
Gorybia orygma là một loài bọ cánh cứng trong họ Cerambycidae.